# Paralobella tianmuna
Paralobella tianmuna (лат.) — вид коллембол рода Paralobella из семейства Neanuridae (Lobellini, Neanurinae). Восточная Азия: восточный Китай, провинция Чжэцзян, Tianmu Mountain, Qianmutian, (высота 390 м, 30°19’40"N, 119°26’15"E). Новый вид назван в честь типового местонахождения, горы Тяньму.

## Описание
Мелкие ногохвостки с вытянутым телом. Самцы 2,0 — 2,5 мм, самки 2,1 — 3,5 мм. Тело полностью красное при жизни и белое в алкоголе. Спинные бугорки круглые или овальные и хорошо развиты. Глаза 3+3 непигментированные. Лабрум круглый, хаетотаксия как 0/ 2, 2. Мандибула с семью зубцами. Максиллы почти шиловидные, вершина с двумя крючкообразными зубцами. Цефалический бугорок Fr с хетой O. Бугорок An с четырьмя хетами, хеты C и D свободны от бугорка. Бугорок Oc с тремя хетами. Цефалические бугорки Di, De, Dl соответственно с 1, 3, 4 хетами. Бугорки De Th. II—III каждый с четырьмя (3+s) волосками. Унгeис с внутренним зубцом и без латерального зубца. VT с 4+4 хетами. Фуркула с тремя хетами и без микрохет..